# Horace Johnson
Horace Thomas Johnson (Fulham, Londres, 30 de desembre de 1887 - Bromley, Londres, 12 d'agost de 1966) va ser un ciclista anglès que va córrer durant el primer quart del segle xx.
Va prendre part en dues Olimpíades, la de Londres de 1908, en què guanyà la medalla de plata en la prova de Tàndem, junt amb Frederick Hamlin; i la d'Anvers de 1920, en què guanyà dues medalles més de plata, en esprint i persecució per equips, junt a Albert White, Cyril Alden i William Stewart.

## Palmarès
- 1908
  -  Medalla de plata als Jocs Olímpics de Londres en Tàndem (amb Frederick Hamlin)
- 1920
  -  Medalla de plata als Jocs Olímpics d'Anvers en Velocitat
  -  Medalla de plata als Jocs Olímpics d'Anvers en Persecució per equips (amb Albert White, Cyril Alden i William Stewart)
- 1922
  -  Campió del món de velocitat amateur